# Lindernia bracteoides
Lindernia bracteoides é uma espécie botânica do gênero Lindernia pertencente à família Linderniaceae.